# Mířovice
Mířovice je malá vesnice, část obce Ves Touškov v okrese Plzeň-jih. Nachází se asi 2,5 km na západ od Vsi Touškova. Je zde evidováno 25 adres. Trvale zde žije 46 obyvatel.
Mířovice je také název katastrálního území o rozloze 3,62 km2.

## Další fotografie

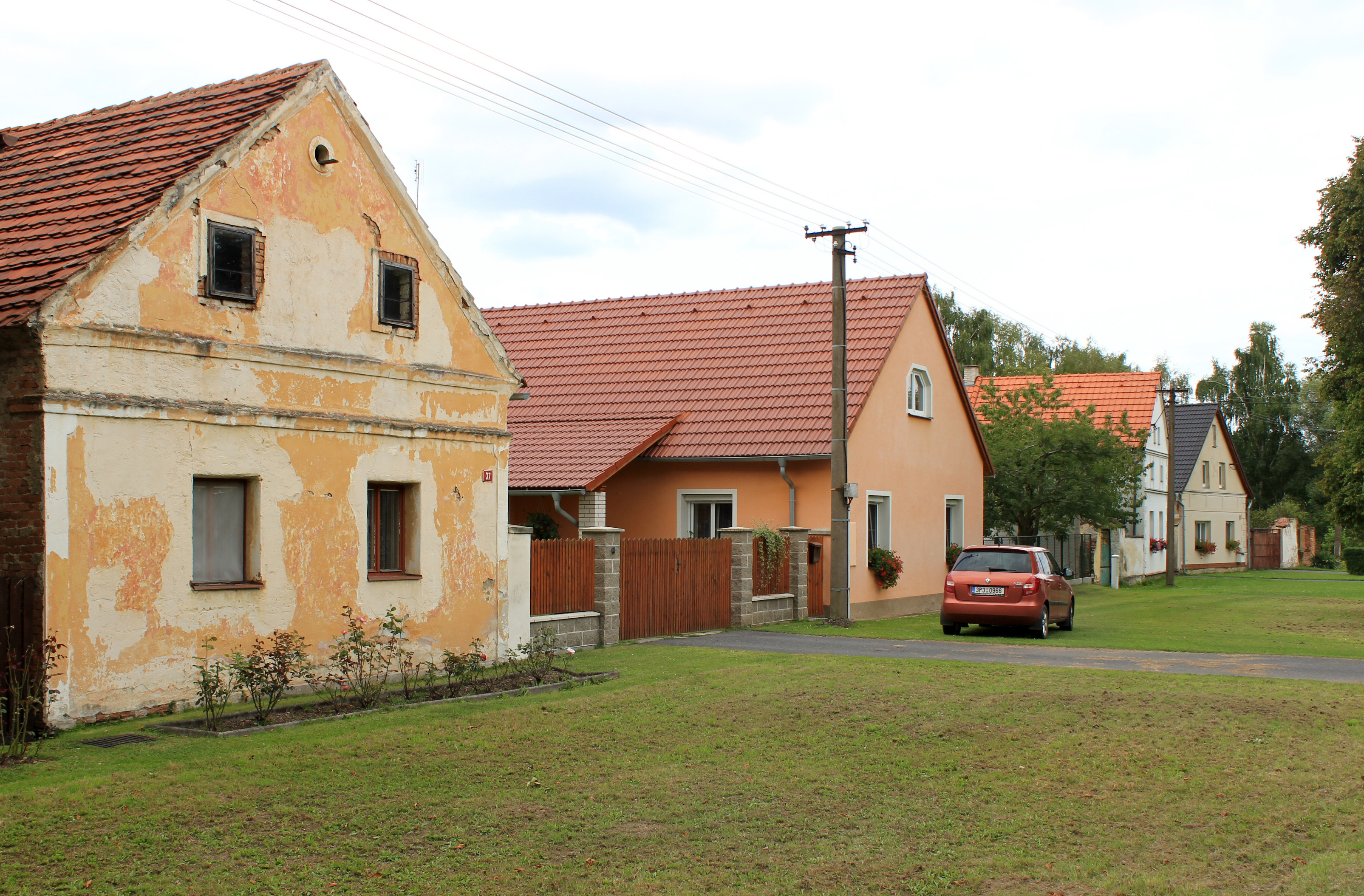
Náves
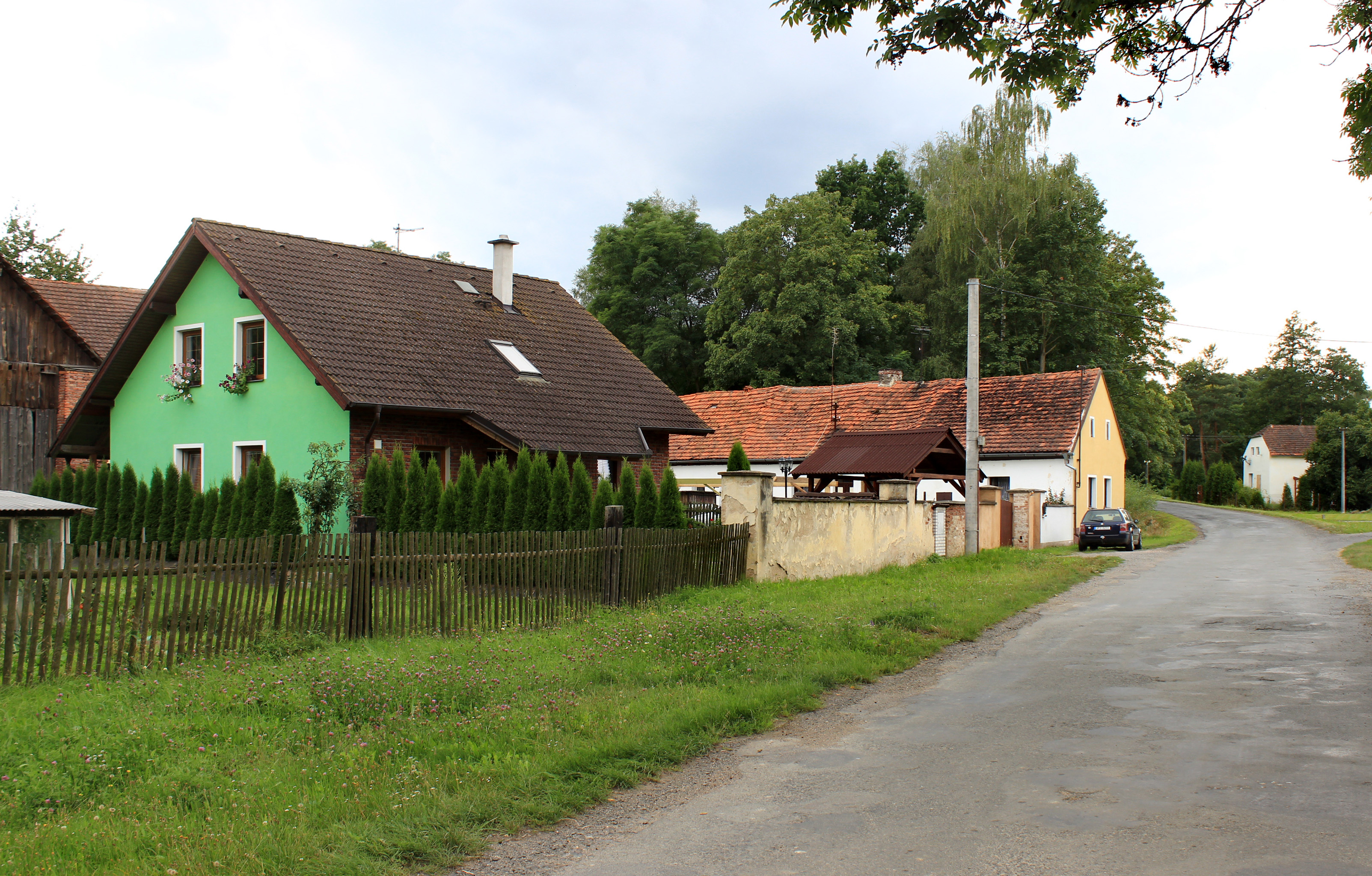
Silnice k Honezovicím
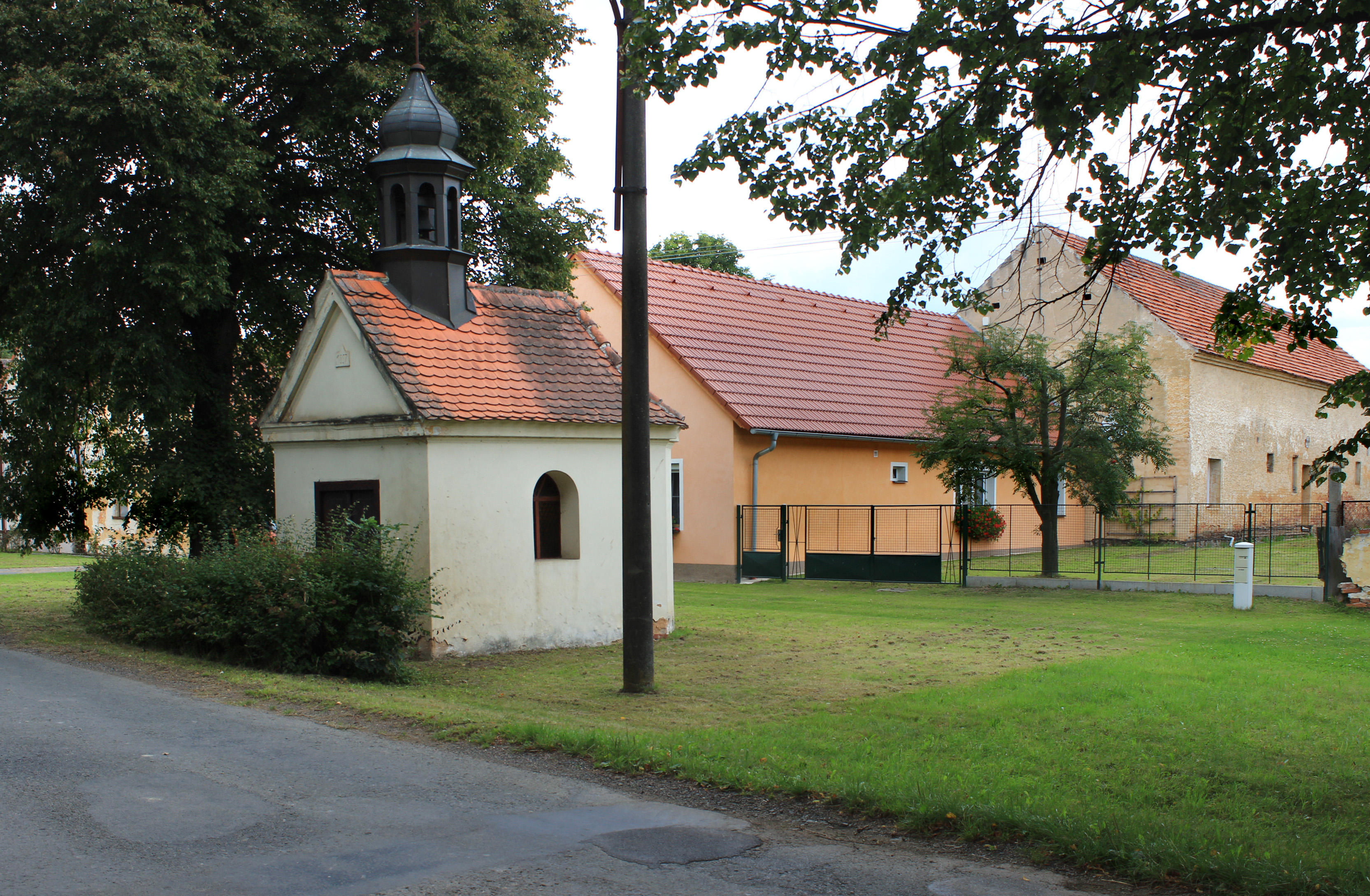
Kaple na návsi